# Sierra La Nieve
Sierra La Nieve är en bergskedja i Mexiko.   Den ligger i delstaten Coahuila, i den centrala delen av landet, 700 km norr om huvudstaden Mexico City.
Sierra La Nieve sträcker sig 13,1 kilometer i öst-västlig riktning. Den högsta toppen är Cerro El Picacho, 3 166 meter över havet.
Topografiskt ingår följande toppar i Sierra La Nieve:
- Cerro Chiquihuitillo
- Cerro El Picacho